# アンドレア・ペトコビッチ
アンドレア・ペトコビッチ（Andrea Petkovic, セルビア語: Андреа Петковић, 1987年9月9日 - ）は、ユーゴスラビア（現・ボスニア・ヘルツェゴビナ）・トゥズラ出身のドイツの女子プロテニス選手。これまでにWTAツアーでシングルス4勝を挙げている（ダブルス優勝はない）。身長180cm、体重69kg、右利き。バックハンド・ストロークは両手打ち。自己最高ランキングはシングルス9位、ダブルス46位。

## 来歴
トゥズラで生まれたペトコビッチは生後6カ月でドイツに移住。6歳からデビスカップユーゴスラビア代表であった父のゾランの手ほどきでテニスを始める。
2006年にプロに転向し、2007年全仏オープンで予選を勝ち上がり4大大会に初出場。1回戦でヤルミラ・ガイドソバに 4-6, 6-3, 6-3 で勝利して初戦を突破、2回戦でマリオン・バルトリに 6-0, 2-6, 3-6 の逆転で敗れている。ウィンブルドンは高雄恵利加に敗れ予選で敗退したが、全米オープンでは本戦にストレートインを果たし初戦を突破した。
2008年全豪オープン1回戦のアンナ・チャクベタゼとの試合中に右膝を痛め第1セットの途中で棄権した。靭帯を切る重傷で8カ月間の欠場となった。
2009年7月のバートガシュタイン大会で単複で初の決勝に進出。シングルスの決勝でイオアナ・ラルカ・オラルを 6–2, 6–3 で破りツアー初優勝を果たした。ダブルスは決勝で敗れ準優勝に終わっている。9月の東レ・パンパシフィック・オープンでは予選から勝ち上がり、2回戦でスベトラーナ・クズネツォワを 7-5, 4-6, 6-3 で破る殊勲を挙げた。
2010年6月のスヘルトーヘンボス大会で2度目の決勝進出を果たしたが、ジュスティーヌ・エナン（に 6–3, 3–6, 4–6 で敗れた。全米オープンでは1回戦で第17シードのナディア・ペトロワを 6-2, 4-6, 7-6(4) で破り4大大会初の4回戦に進出した。4回戦では第7シードのベラ・ズボナレワ\に 1–6, 2–6 で完敗している。
2011年開幕戦のブリスベン国際で3度目の決勝に進出。ペトラ・クビトバに 3–6, 1–6 で敗れて準優勝となる。全豪オープンでは3回戦でビーナス・ウィリアムズが途中棄権したことにより4回戦に進出。4回戦ではマリア・シャラポワを 6–2, 6–3 で破り初のベスト8に進出した。準々決勝では李娜に 2–6, 4–6 で敗れた。3月のマイアミ大会では4回戦で世界ランキング1位のキャロライン・ウォズニアッキを 7-5, 3-6, 6-3 で破り、ベスト4に進出。ストラスブール大会では決勝でマリオン・バルトリの途中棄権によりツアー2勝目を挙げた。全仏オープンでも全豪に続きベスト8に進出した。ウィンブルドンでは3回戦でクセーニャ・ペルバクに敗れたが、全米オープンでは、全豪・全仏に続きベスト8に進出した。準々決勝ではキャロライン・ウォズニアッキに 1-6, 6-7(5) で敗れた。10月の中国オープンでは決勝でアグニエシュカ・ラドワンスカに 5–7, 6–0, 4–6 で敗れたが大会後のランキングで自己最高の9位を記録している。
2012年全豪オープンは背中の故障により欠場。4月のフェドカップオーストラリア戦で3カ月ぶりに試合復帰したが、サマンサ・ストーサーに 4–6, 1–6 で敗れた。地元のポルシェ・テニス・グランプリに出場したが、2回戦のビクトリア・アザレンカ戦で右足首を捻って途中棄権した。この怪我によりまたも長期離脱をよぎなくされ、全仏オープンとウィンブルドン、ロンドン五輪を欠場した。全米オープンでは、1回戦でロミナ・オプランディに 2–6, 5–7 で敗れた。
2014年4月のファミリー・サークル・カップ決勝でヤナ・チェペロバを 7–5, 6–2 で破り3年ぶりのツアー3勝目を挙げた。2014年全仏オープンでは準々決勝でサラ・エラニを 6–2, 6–2 で破り初めて4大大会でベスト4に進出した。準決勝ではシモナ・ハレプに 2–6, 6–7 で敗れたが、度重なる故障からの復活を印象付けた。
2016年8月のリオ五輪で初めてのオリンピックに出場したがシングルス、ダブルスともに初戦で敗退した。

## WTAツアー決勝進出結果

### シングルス: 11回 (6勝5敗)
| 大会グレード                       |
| ---------------------------------- |
| グランドスラム (0–0)               |
| WTAファイナルズ (0–0)              |
| プレミア・マンダトリー (0–1)       |
| プレミア5 (0-0)                    |
| トーナメント・チャンピオンズ (1-0) |
| プレミア (2–0)                     |
| インターナショナル (3–4)           |

| 結果   | No. | 決勝日        | 大会               | サーフェス    | 対戦相手                     | スコア            |
| ------ | --- | ------------- | ------------------ | ------------- | ---------------------------- | ----------------- |
| 優勝   | 1.  | 2009年7月26日 | バートガシュタイン | クレー        | イオアナ・ラルカ・オラル     | 6–2, 6–3          |
| 準優勝 | 1.  | 2010年6月19日 | スヘルトーヘンボス | 芝            | ジュスティーヌ・エナン       | 6–3, 3–6, 4–6     |
| 準優勝 | 2.  | 2011年1月8日  | ブリスベン         | ハード        | ペトラ・クビトバ             | 1–6, 3–6          |
| 優勝   | 2.  | 2011年5月21日 | ストラスブール     | クレー        | マリオン・バルトリ           | 6–4, 1–0 途中棄権 |
| 準優勝 | 3.  | 2011年10月9日 | 北京               | ハード        | アグニエシュカ・ラドワンスカ | 5–7, 6–0, 4–6     |
| 準優勝 | 4.  | 2013年6月15日 | ニュルンベルク     | クレー        | シモナ・ハレプ               | 3–6, 3–6          |
| 準優勝 | 5.  | 2013年8月4日  | ワシントンD.C.     | ハード        | マグダレナ・リバリコバ       | 4–6, 6–7(2)       |
| 優勝   | 3.  | 2014年4月6日  | チャールストン     | クレー        | ヤナ・チェペロバ             | 7–5, 6–2          |
| 優勝   | 4.  | 2014年7月13日 | バートガシュタイン | クレー        | シェルビー・ロジャース       | 6–3, 6–3          |
| 優勝   | 5.  | 2014年11月2日 | ソフィア           | ハード (室内) | フラビア・ペンネッタ         | 1–6, 6–4, 6-3     |
| 優勝   | 6.  | 2015年2月15日 | アントワープ       | ハード (室内) | カルラ・スアレス・ナバロ     | 不戦勝            |

### ダブルス: 2回 (0勝2敗)
| 結果   | No. | 決勝日        | 大会               | サーフェス | パートナー           | 対戦相手                                        | スコア   |
| ------ | --- | ------------- | ------------------ | ---------- | -------------------- | ----------------------------------------------- | -------- |
| 準優勝 | 1.  | 2009年7月26日 | バートガシュタイン | ハード     | タチヤナ・マレック   | アンドレア・フラバーチコバ ルーシー・ハラデツカ | 2–6, 4–6 |
| 準優勝 | 2.  | 2016年1月9日  | ブリスベン         | ハード     | アンゲリク・ケルバー | マルチナ・ヒンギス サニア・ミルザ               | 5–7, 1–6 |

## 4大大会シングルス成績
略語の説明
| W | F | SF | QF | #R | RR | Q# | LQ | A | Z# | PO | G | S | B | NMS | P | NH |

W=優勝, F=準優勝, SF=ベスト4, QF=ベスト8, #R=#回戦敗退, RR=ラウンドロビン敗退, Q#=予選#回戦敗退, LQ=予選敗退, A=大会不参加, Z#=デビスカップ/BJKカップ地域ゾーン, PO=デビスカップ/BJKカッププレーオフ, G=オリンピック金メダル, S=オリンピック銀メダル, B=オリンピック銅メダル, NMS=マスターズシリーズから降格, P=開催延期, NH=開催なし.
| 大会           | 2007 | 2008 | 2009 | 2010 | 2011 | 2012 | 2013 | 2014 | 2015 | 2016 | 2017 | 2018 | 2019 | 通算成績 |
| -------------- | ---- | ---- | ---- | ---- | ---- | ---- | ---- | ---- | ---- | ---- | ---- | ---- | ---- | -------- |
| 全豪オープン   | A    | 1R   | 2R   | 2R   | QF   | A    | A    | 1R   | 1R   | 1R   | 2R   | 2R   | 1R   | 8–10     |
| 全仏オープン   | 2R   | A    | LQ   | 2R   | QF   | A    | LQ   | SF   | 2R   | 2R   | 1R   | 3R   | 3R   | 18–9     |
| ウィンブルドン | LQ   | A    | LQ   | 1R   | 3R   | A    | 2R   | 3R   | 3R   | 2R   | 1R   | 2R   | 1R   | 9–9      |
| 全米オープン   | 2R   | A    | 1R   | 4R   | QF   | 1R   | 1R   | 3R   | 3R   | 2R   | 1R   | 1R   | 3R   | 15–12    |

※: 2010年全米3回戦の不戦勝は通算成績に含まない